# Spiraea tarokoensis
Spiraea tarokoensis là loài thực vật có hoa trong họ Hoa hồng. Loài này được Hayata miêu tả khoa học đầu tiên năm 1920.